# جامع بياله باشا
جامع بياله باشا (بالتركية: Piyale Pasha Camii)‏ هو جامع يقع في إستانبول.
تم إنشاؤه من قبل نسيب السلطان سليم الثاني بياله باشا المشهور بلقلب قبطان البحار.

## أعلام
- بياله باشا